# Netelia nodulosa
Netelia nodulosa är en stekelart som först beskrevs av Morley 1913.  Netelia nodulosa ingår i släktet Netelia och familjen brokparasitsteklar. Inga underarter finns listade i Catalogue of Life.